# なんとなく、クリスタル
『なんとなく、クリスタル』は、田中康夫が1980年に発表した小説である。日本におけるポストモダン文学の嚆矢とされる。
1980年の第17回文藝賞受賞作品で、1981年に第84回芥川賞の候補になった。略称は「なんクリ」。 2014年に続編の『33年後のなんとなく、クリスタル』が発表されて以降は、ロバート・キャンベルの命名により、それぞれを「もとクリ」「いまクリ」と呼び分けている。単行本は河出書房新社から1981年に刊行され、以後文庫本も含め複数回出版されている（書誌情報を参照）。

## 概要
発表当時一橋大学法学部4年生であった田中のデビュー作である。売り上げは100万部を超え、田中の著書の中でも最大発行部数となっている。
東京に暮らす女子大生兼ファッションモデルの主人公・由利の生活を中心に、1980年当時の流行や風俗を独自の視点と文体で描いた。東京で生まれ育った比較的裕福な若者しか理解できないブランドやレストラン、学校や地名などの固有名詞がちりばめられており、それぞれに田中の視点を基にした丁寧な442個もの註・分析が入っており、註の多さとその分析が話題になった。作品の最後には人口問題審議会の「出生力動向に関する特別委員会報告」と「昭和54年度厚生行政年次報告書（昭和55年度版厚生白書）」から抜粋の、少子高齢化を示唆するデータも記されていた。注釈に関しては田中は新潮文庫版のあとがきにてあくまで理解を手助けするために付けたものであると語っている。注釈は第2作『ブリリアントな午後』を含め、田中の後の小説（後述の続編を除く）には引き継がれず、本作（およびその続編）のみのものとなっている。ただし初期の作品集『ぼくたちの時代』には注釈が付された随筆や手記も収められている。
当時は「ブランド小説」と呼ばれ、本作にちなんで女子大生は一時期「クリスタル族」とも呼ばれた。その独特の文体から当時のいわゆる文壇関係者の間では賛否両論が渦巻いた。江藤淳が激賞し、その後のバブル景気におけるブランドブームを先取りした小説として評されることが多い一方で、田中は後の著書において「頭の空っぽな女子大生がブランド物をたくさんぶら下げて歩いている小説」「みずみずしい心が描けていない」との評価が下されることが多かったとたびたび記している。また『新・文芸時評 読まずに語る』にて「注釈ばかり取り上げられ、小説のラストと最後に記された出生率のデータを結び付けて論じた評論家は皆無だった」と述べている。田中は後述の続編刊行時のインタビューで、このデータ（高齢化率も含む）を掲載した意図について「出生率が低下し、高齢化が進行するデータを見て、大学生の僕は思ったんです。日本は、右肩上がりという言葉で捉えられる社会ではなくなるかもしれない、と」とコメントした。

## 映画
題名の『なんとなく、クリスタル』は流行語となり、映画化にあたり各映画会社の争奪戦となったが、松竹がニューシネマ第一作として、新感覚で映画化すると熱意を見せ映画化権を獲得し、1981年に松竹で制作された。
音楽プロデュースをCBSソニー企画制作8部が担当し、日本映画では初めての既存の著名な洋楽を使用した。その使用料に映画制作費の多くを割き、鳴り物入りで製作・公開されたもののコケた。田中はこの映画の製作に一切関わっておらず、パンフレットにコメントを寄せるのみだった。2009年3月現在、映像ソフト化もされていない。　

### あらすじ
両親がシドニー勤務で不在のため、女子大生の由利は青山の高級マンションで淳一と同棲していた。由利はファッションモデルのバイトをしていて、毎月四十万円の収入（1981年当時の大卒初任給は10万円そこそこ）があった。淳一も大学生だがプロのミュージシャンとして活躍しており、ツアーで全国を飛び回っている。由利はディスコで正隆という男と知り合い関係を持つが、淳一のときのような快感を得ることができなかった。淳一がツアーから帰ってきて数日後に、シドニーの両親から「もうすぐ帰国する」という手紙が届いた。

### キャスト
- 由利：かとうかずこ
- 淳一：亀井登志夫
- 正隆：清水善三
- 江美子：横山エミー
- 早苗：有田奈穂子
- 直美：壇ちひろ
- 真紀子：原田美枝子 ほか

### スタッフ
- 監督：松原信吾
- 助監督：長尾啓司
- 脚本：松原信吾、東海洋士、田中晶子
- 音楽プロデュース：CBSソニー企画制作8部

### サウンドトラック盤
A面
1. I Go Crazy / ポール・デイヴィス（英語版）
2. Call Me / ランディ・ヴァンウォーマー
3. 99 / TOTO
4. Young Girls / アイズレー・ブラザーズ
5. We Are All Alone / ボズ・スキャッグス

B面
1. Tell Me That You Love Me / スティーヴ・ギブ（英語版）
2. The Old Songs / デヴィッド・ポメランツ
3. You Can Have Me Anytime（トワイライト・ハイウェイ） / ボズ・スキャッグス
4. Seeing You (For The First Time) / ジム・メッシーナ
5. Moonlight In Vermont / ウィリー・ネルソン

### レコード
映画化と同時期に柴田恭兵が、作詞を田中が担当したシングル曲『なんとなく、クリスタル』を発表している。同曲は「映画の主題歌」として紹介される場合があるが、実際には前述の映画では使用されていない。映画の音楽担当がCBSソニーであるのに対し、本楽曲は柴田が当時所属していた東芝EMIからの発売。
- なんとなく、クリスタル（1981年4月21日発売）
  - 作詞：田中康夫、作曲：近田春夫、編曲：飛澤宏元、歌：柴田恭兵
  - B面は「これからはふたり」（作詞：田中康夫、作曲：松任谷正隆、編曲：新川博、歌：柴田恭兵）

### 製作
ヒロインの由利役は、つかこうへい事務所に所属するかとうかずこ（現かとうかず子）が抜擢された。かとうは映画初出演で初主演。かとうは当時南青山に住んでいて、「実生活も『なんとなく、クリスタル』風で、小説に出てくる店は全部知っている」と話した。ヒロインの恋人の淳一役にはミュージシャンとしては新人の亀井登志夫が選ばれた。カシオペアの野呂一生、当時YMOの坂本龍一も候補に上がっていた。
監督は1977年の『八つ墓村』などで助監督に就いた野村芳太郎門下の松原信吾で、松原も監督デビュー。抜擢理由は松原が東京生まれ、東京育ちだからという理由もあった。松原は「当時の松竹は野村芳太郎・山田洋次という二大勢力があって、俺は野村組で『鬼畜』とかのチーフとかやってたんだけど『なんとなく、クリスタル』は、文藝賞を受賞して雑誌に載った時に山田洋次さんが見つけて来たんだよ。これを若い奴にやらせろという話が出て、それで俺のところに話がきた。普通の小説じゃないから、いじくって別のことができるなという感じがしたし、松竹的じゃないものが撮れれば何でもいいという感じだったから受けたんだけど。でも結局赤字を出したから、会社に呼びつけられて『お前、また助監督に戻れ』といわれた」などと話している。脚本の田中晶子は、田中が直前に「人形嫌い」で新人映画シナリオコンクールに入選し、「すごくいいホンだな」と思った松原が田中に本作の脚本を頼んだ。もう一人の脚本名義にある東海洋士は、中川完治プロデューサーが連れてきた松竹企画部の社員。併映は『魔性の夏 四谷怪談より』で、松原は「どこ（どの客層）を狙ったんだよって感じで、会社に同時上映作の選定は、社内の若い奴に決めさせて欲しいとかなり言ったけどね」と話している。

### テレビ放映
劇場公開から約1年後の1982年7月5日21:00からテレビ朝日でテレビ初放映。直前に田中康夫の"離婚記念ヌード撮影"や、かとうかずこの恋人騒動が起き、なんとなく、忘れられていた映画が注目され、好視聴率を期待された。

## 続編
本作の刊行から32年後の2013年10月に、田中は『文藝』（2013年冬季号、河出書房新社）より、続編となる『33年後のなんとなく、クリスタル』の連載を開始。5回の連載で2014年冬季号で完結、2014年11月に河出書房新社で刊行（2018年7月に河出文庫）された。内容は田中自身を連想させる男性「僕」と由利が再会して、二人の会話によって進行する。前作同様、438個に及ぶ全編注釈が付されたほか、巻末には前作収録のデータに加えて2013年時点での合計特殊出生率・高齢化率の実績推移と今後の予測数値が掲載されている。

## 書誌情報
- 河出書房新社。1981年1月22日。絶版。
- 河出書房新社（河出文庫）。1983年4月4日。絶版。
- 新潮社（新潮文庫）。1985年12月。ISBN 4101434018
- 河出書房新社。再版。2000年10月6日。ISBN 4309013880
- 河出書房新社（河出文庫）。新装版。2013年11月6日。ISBN 4309412599

これ以外にNECデジタルブック向けに電子書籍化されたものが1994年頃に発売された（発売元は新潮社）。新注も付けられていることが当時の『ペログリ日記』に記されている。